# Второе поколение игровых систем
В истории компьютерных и видеоигр второе поколение игровых систем началось в 1976 году с появлением Fairchild Channel F и закончилось в 1984 году после кризиса видеоигровой индустрии 1983 года.
Первое поколение, работавшее на микропроцессоре и картриджах ПЗУ.

## Первые 8-разрядные приставки

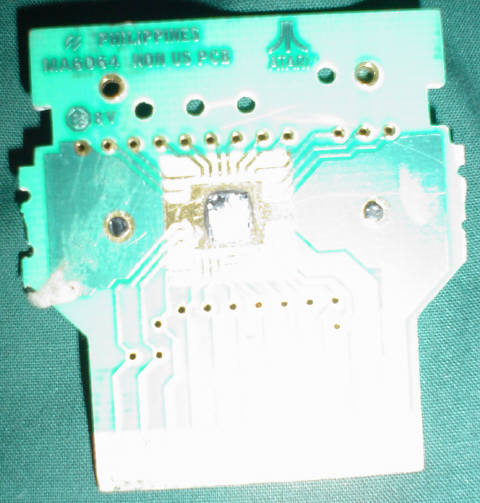
монтажная схема картриджа Atari 2600

В Magnavox Odyssey, одной из первых игровых приставок, использовались картриджи, которые по сути были ни чем иным, как набором перемычек, включающих одну из игр, уже имевшихся в приставке. При переходе к приставкам типа PONG этот метод был заменён на микрочипы, кодированные с помощью дискретной логики, в которых не было возможности добавить дополнительные игры. В середине 1970-х с появлением приставок на основе микропроцессоров картриджи вновь вернулись. Программа записывалась на ПЗУ-чип, помещённый в пластиковый корпус картриджа, который вставлялся пользователем в слот на консоли. Когда картридж был вставлен, микропроцессор приставки считывал информацию с картриджа и запускал программу, записанную в нём. Вместо того, чтобы ограничиться небольшим количеством игр, встроенных в консоль, покупатель мог собрать обширную библиотеку игр на картриджах.
Fairchild VES (англ. Video Entertainment System) была первой в мире микропроцессорной игровой приставкой, в которой появилась возможность использования игр на картриджах. Она была выпущена Fairchild Semiconductor в августе 1976 года. Когда Atari выпустила микропроцессорную VCS (англ. Video Computer System) уже в следующем году, Fairchild быстро переименовала VES в Fairchild Channel F.
В 1977 году Atari выпускает VCS, позже названную Atari 2600. К рождественским праздникам было разработано и выпущено девять игр. Эта консоль быстро стала самой популярной из всех ранних игровых приставок.
В 1978 году Magnavox (как подразделение компании Philips) выпускает в США и Канаде свою микропроцессорную консоль Odyssey²; та же приставка в Европе выходит под названием Philips G7000. Хотя она никогда не была так популярна как Atari, но в течение 1983 года удалось продать несколько миллионов экземпляров.
В 1979 году, из программистов, ушедших из Atari, формируется компания Activision. Она стала первым сторонним разработчиком видеоигр. В следующие несколько лет появляется несколько новых разработчиков, идущих по стопам Activision.
Следующим важным шагом стало появление консоли Intellivision, которая была представлена компанией Mattel в 1980 году. Хотя хронологически это устройство появилось намного раньше «16-разрядной эры», у Intellivision был уникальный процессор с инструкциями шириной в 10 бит и регистрами размером 16 бит. Эта консоль быстро набрала популярность, почти догнав Atari 2600. Хотя это был и не первый конкурент Atari, он стал представлять серьёзную угрозу доминирующему положению Atari. Mattel выпустила серию рекламных роликов, в которых меньшие возможности Atari VCS были безжалостно разгромлены на примере попарного сравнения игр на двух приставках. Тем не менее, Atari владела эксклюзивными правами на портирование игр с большинства из популярных игровых автоматов, и использовала своё ключевое положение для поддержки своей консоли на рынке. Это преимущество и разница в цене двух игровых приставок выливалось в то, что каждый год Atari продавала больше консолей, усиливая своё лидерство несмотря на худшую графику. Необходимость в установлении паритета по цене впоследствии привела к ценовой войне между игровыми приставками.
1982 год ознаменовался тремя новыми консолями — Emerson Arcadia 2001, Vectrex и ColecoVision. Vectrex стал уникальной домашней системой благодаря векторной графике и собственному монитору. Arcadia и ColecoVision были более мощными консолями.
Популярность ранних приставок во многом объяснялась портированием на них игр с игровых автоматов. Atari 2600 стала первой приставкой с игрой Space Invaders, а на ColecoVision впервые появился Donkey Kong.
Первые картриджи имели объём ПЗУ в 2 КБ для Atari 2600 и 4 КБ для IntelliVision. Объём картриджей увеличивался с 1978 по 1983 гг., до 16 КБ для Atari 2600 и IntelliVision, 32 КБ для ColecoVision. Для работы картриджей большего объёма была необходима технология переключения банков, позволяющая разместить две различных части программы в одних адресах памяти. В то время цены на микросхемы ОЗУ были довольно высоки, в результате чего в игровых системах объём памяти был сильно ограничен, часто вплоть до 1 КБ. Если объём картриджей постепенно рос, то объём ОЗУ был фиксирован при производстве приставок, и всем играм приходилось работать в этих жёстких ограничениях.
В 1982 году рынок был уже пресыщен игровыми приставками и шумихой вокруг новых игр; полки магазинов стали заполнять игры от новых сторонних разработчиков, подготовленных гораздо хуже чем Activision. Это стало одной из причин кризиса индустрии видеоигр, начавшегося в рождественский сезон 1982 года и продолжавшегося весь 1983 год.

### Галерея игровыхприставок

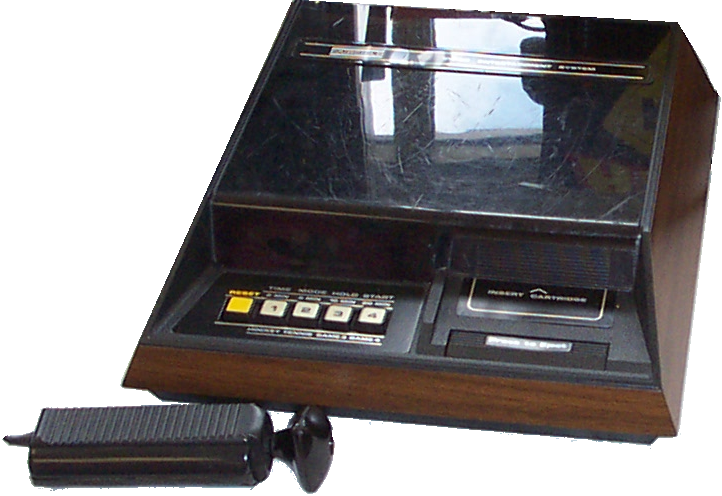
Fairchild Channel F (1976-1978)
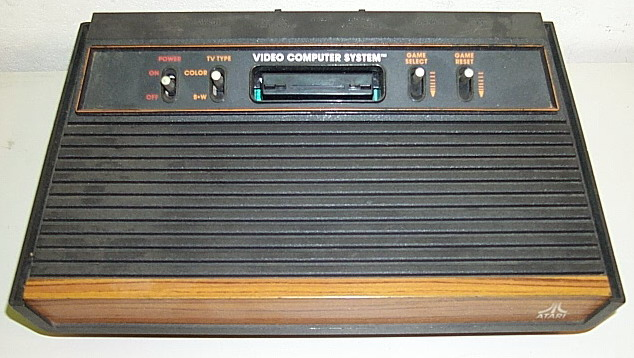
Atari 2600 (1977-1992)
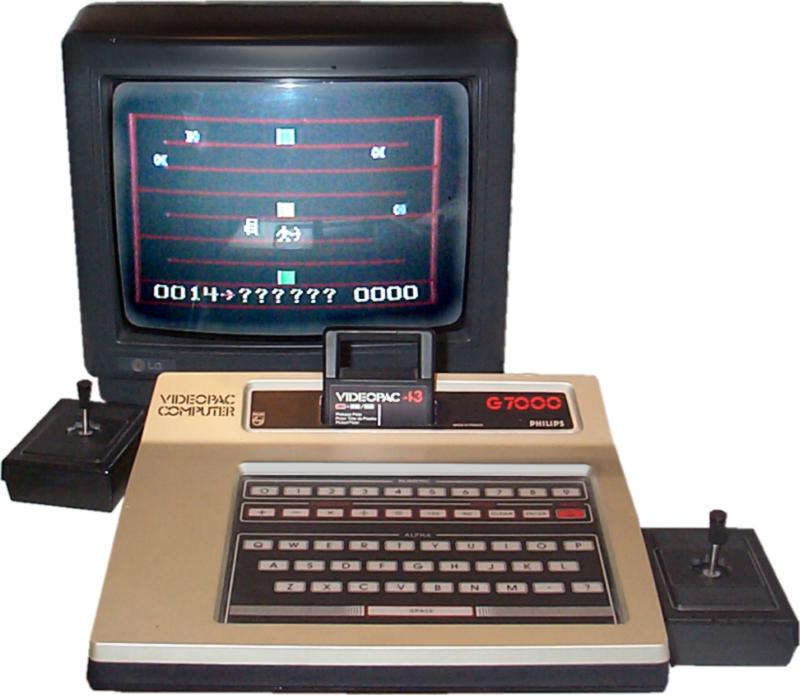
Magnavox Odyssey² (1978-1984)
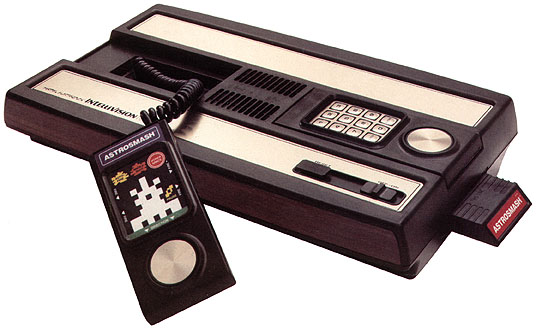
Mattel Intellivision (1980-1991)
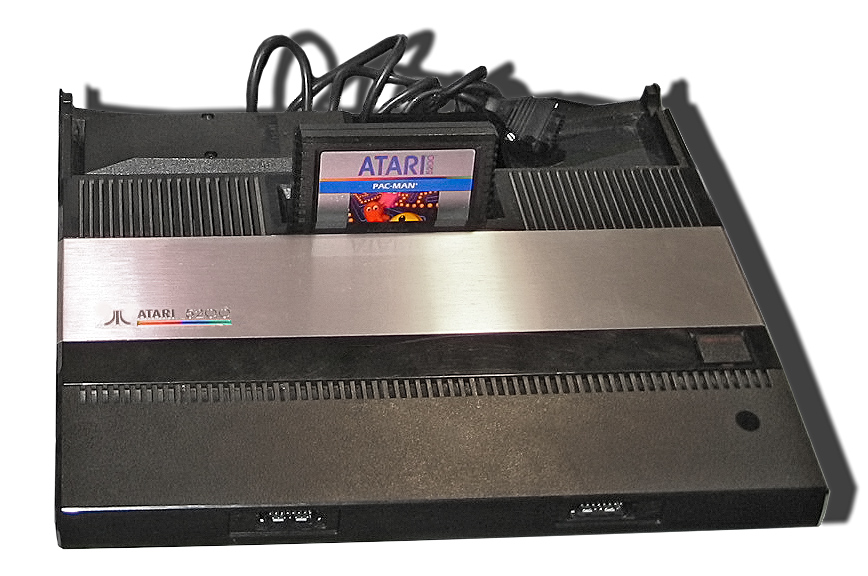
Atari 5200 (1982-1984)
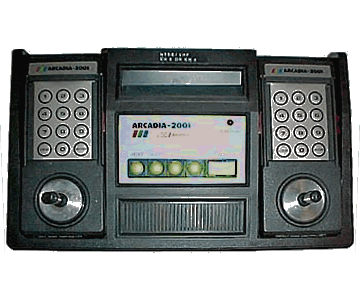
Emerson Arcadia 2001 (1982-1983)
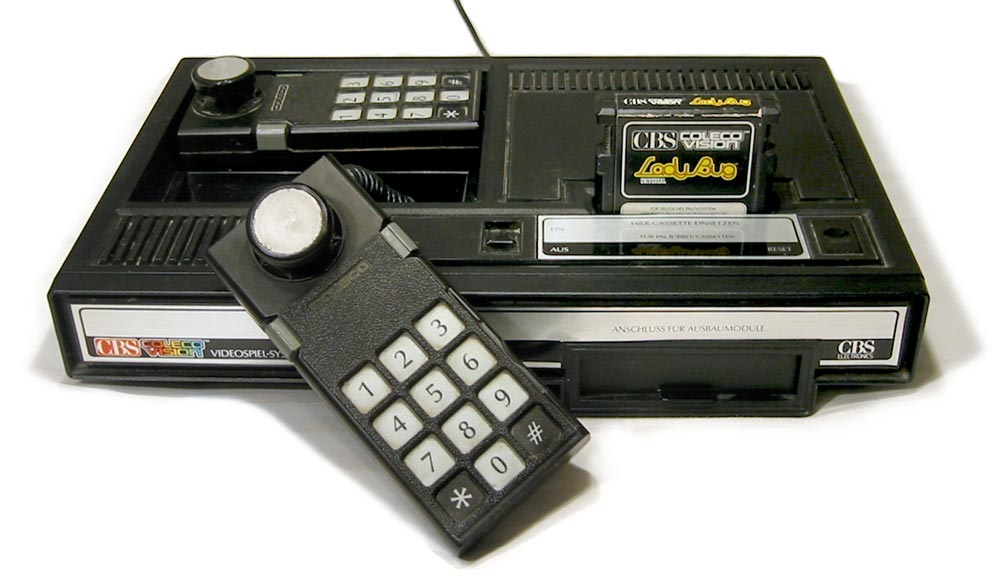
ColecoVision (1982-1984)
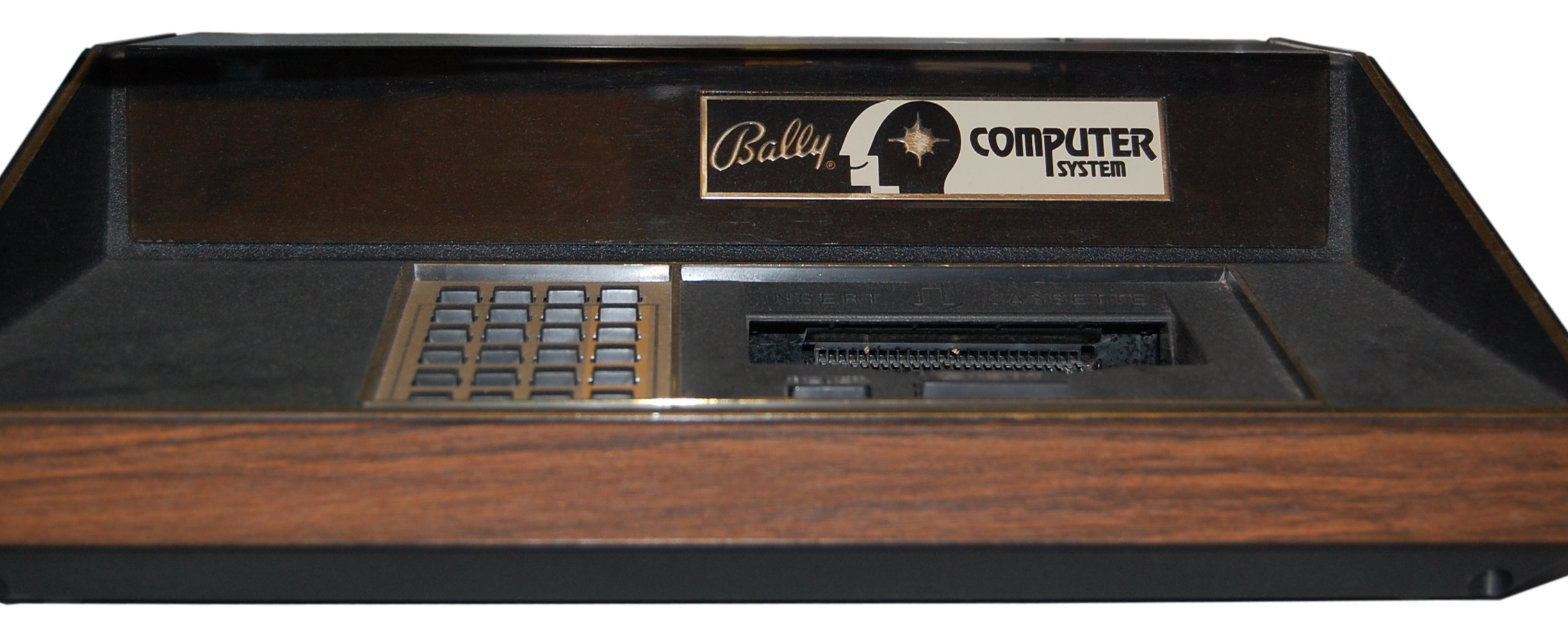
Bally Astrocade (1977)

## Первые портативные консоли
Первой портативной игровой консолью стал Microvision, разработанный в Smith Engineering и распространявшийся на рынке компанией Milton-Bradley в 1979 году. Его недостатками были слишком маленький недолговечный дисплей и очень небольшой набор игр. Производство устройства прекратилось два года спустя.
Epoch Game Pocket Computer был выпущен в 1984 году в Японии. Он имел ЖК-экран разрешением 75 × 64 пикселей и мог производить графику примерно того же уровня что и первые игры для Atari 2600. Система плохо продавалась и в итоге для неё было выпущено всего 5 игр.

### Галерея портативных консолей

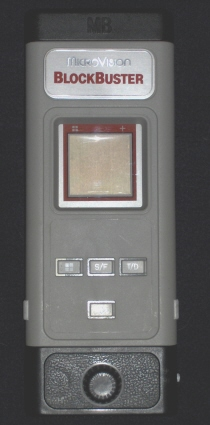
Milton Bradley Microvision (1979-1981)
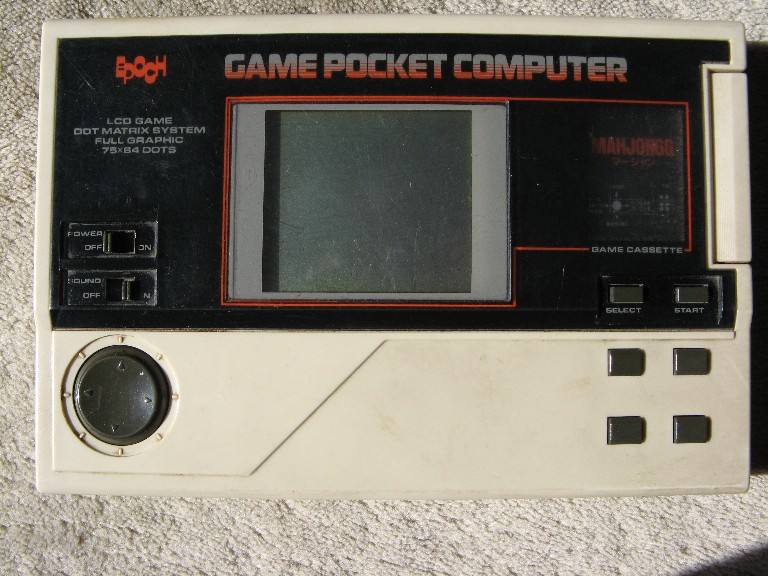
Epoch Game Pocket Computer (1984)

## Список игровых систем, сделанных во втором поколении

### Домашние консоли
| Название                                                            | Дата выхода | Производитель      |
| ------------------------------------------------------------------- | ----------- | ------------------ |
| Fairchild Channel F / Video Entertainment System (VES)              | 1976        | Fairchild          |
| Channel F System II                                                 | 1979        | Fairchild          |
| RCA Studio II                                                       | 1976        | RCA                |
| Atari 2600 / Atari Video Computer System (VCS) / Sears Video Arcade | 1977        | Atari              |
| Atari 2600 Jr.                                                      | 1986        | Atari              |
| Atari 2800 / Sears Video Arcade II (только Япония)                  | 1983        | Atari              |
| Coleco Gemini (клон Atari 2600)                                     | 1982        | Coleco             |
| Bally Astrocade                                                     | 1977        | Midway             |
| Interton VC 4000                                                    | 1978        | Interton           |
| Magnavox Odyssey²                                                   | 1978        | Magnavox / Philips |
| APF Imagination Machine                                             | 1979        | APF                |
| Intellivision                                                       | 1980        | Mattel             |
| Bandai Super Vision 8000                                            | 1979        | Bandai             |
| Intellivision II                                                    | 1983        | Mattel             |
| CreatiVision                                                        | 1981        | VTech              |
| Epoch Cassette Vision                                               | 1981        | Epoch              |
| Super Cassette Vision                                               | 1984        | Epoch              |
| Emerson Arcadia 2001 (Leisure Vision in Canada)                     | 1982        | Emerson Radio      |
| Atari 5200 (America Only)                                           | 1982        | Atari Inc.         |
| ColecoVision                                                        | 1982        | Coleco             |
| Entex Adventure Vision                                              | 1982        | Entex              |
| Vectrex                                                             | 1982        | Smith Engineering  |

### Портативные консоли
| Название                   | Дата выхода | Производитель  |
| -------------------------- | ----------- | -------------- |
| Auto race                  | 1976        | Mattel         |
| Microvision                | 1979        | Milton Bradley |
| Epoch Game Pocket Computer | 1984        | Epoch          |

### Прототипы
| Название                                   | Дата выхода | Производитель |
| ------------------------------------------ | ----------- | ------------- |
| Atari 5100/Atari 5200 Jr.1982 (Atari 5200) | 1982        | Atari inc.    |